# Elke Hering
Elke Hering (Blumenau, 10 de agosto de 1940 — Blumenau, 19 de fevereiro de 1994) foi uma escultora e artista plástica brasileira. Também trabalhou com desenho, pintura, gravura, objetos, joias, tapeçaria entre outras técnicas.
Filha de Max Victor Hering e Eulália Müller, e bisneta de Hermann Hering, fundador de uma das mais antigas industrias têxteis do Brasil, a Cia. Hering, no ano de 1880. Seu pai atuou ativamente na empresa e assumiu o cargo de diretor em 1946 no qual permaneceu até seu falecimento em 1961. Estudou o ensino fundamental e médio no Colégio Católico Sagrada Família em Blumenau.

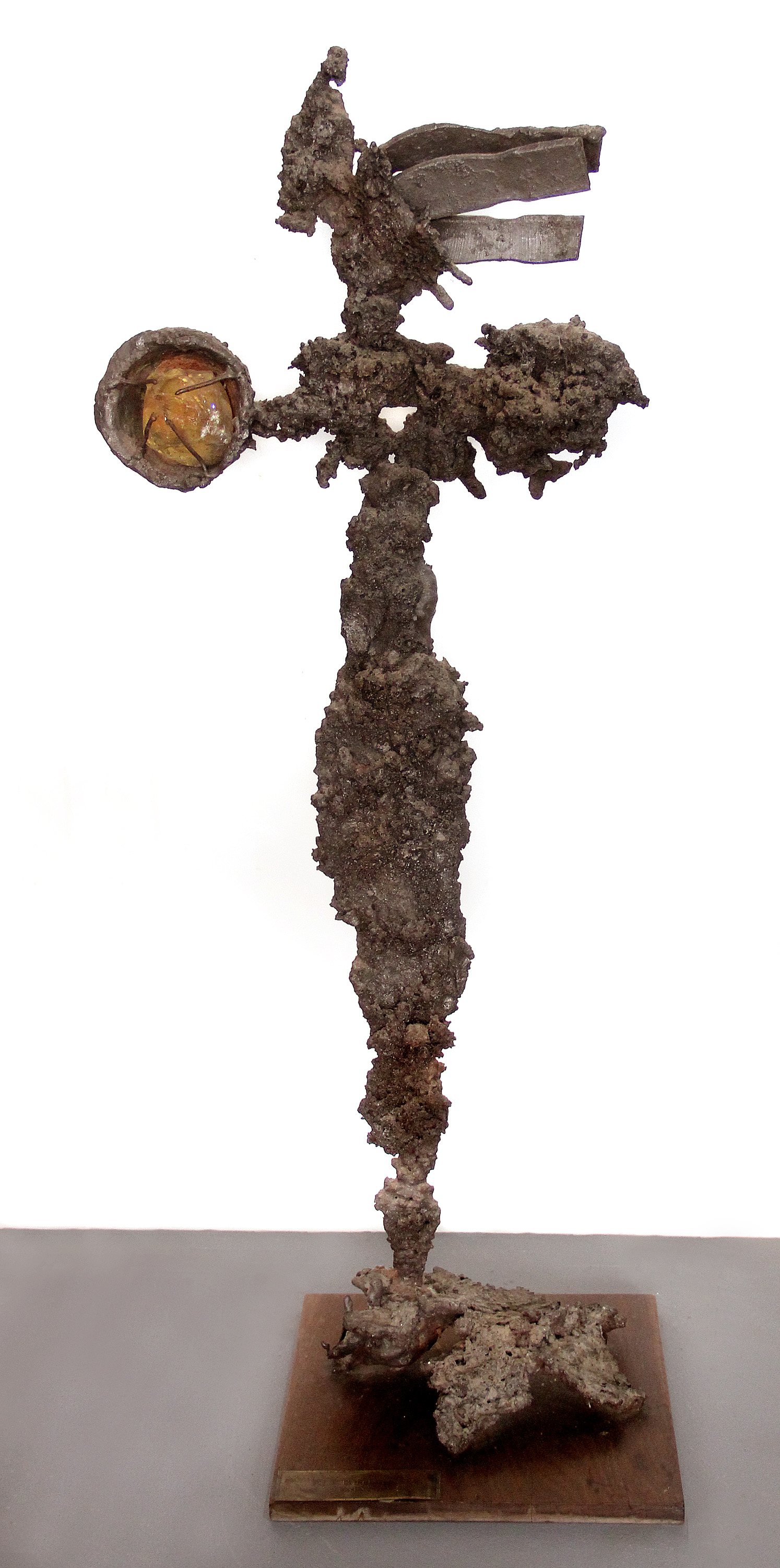
Iemanjá.Ferro, 1965. Acervo: Antonio Diomário de Queiroz.

## Estudos
Inicia seu contato com as artes em 1957, quando se tornou ajudante do artista alemão Lorenz Heilmair, que na época trabalhava nos vitrais da Igreja Católica de Blumenau. Por influência de Lorenz Heilmair, em 1958 vai para a Alemanha estudar escultura com Anton Hiller na Academia de Belas Artes de Munique onde permanece por dois anos. Em 1962, mora em Salvador para estudar com Mario Cravo Jr no seu ateliê particular e na Escola de Belas Artes da Bahia. Em 1966, retorna à Alemanha para estudar durante um ano na Academia de Belas Artes de Berlim com a bolsa do DAAD (Deutscher Akademischer Austauschdienst), no mesmo ano pede transferência para estudar com o escultor dinamarquês Robert Jacobsen em Munique.

## Escultura
Apesar de trabalhar com variadas técnicas bidimensionais como o desenho, a pintura, a gravura e a tapeçaria, sua trajetória está marcada pela escultura. Participou de importantes exposições com trabalhos tridimensionais utilizando diferentes materiais como madeira, plástico, plavinil, metal, bronze, cristal, cimento e gesso. Foi através do contato com Mario Cravo Jr que começa a investir em trabalhos caracterizados pela vegetação da Mata Atlântica brasileira, buscando aspectos da brasilidade. Realizou sua primeira exposição individual em 1964 no Centro Cultural do Rio de Janeiro, apresentando esculturas soldadas em ferro e desenhos. Com suas esculturas em ferro, em 1965 participou de várias exposições: Galeria Mobilínea São Paulo, 1º Salão de Artistas Jovens Esso no Museu de Arte Moderna do Rio de Janeiro (MAM Rio), 1º Salão de Arte Contemporânea em Campinas e do 22º Salão Paranaense de Belas Artes em Curitiba. Com Hamilton Cordeiro receberam em 1968 o prêmio aquisição do 2º Salão Esso de Jovens artistas no MAM Rio com a escultura Erupção, em madeira e plavinil.

## Estados Unidos
Casa-se em São Paulo com o poeta catarinense Lindolf Bell, um mês depois o casal segue viagem para os Estados Unidos e ficam durante oito meses no International Writting Programm em Iowa, onde Lindolf Bell ganha uma bolsa da Universidade de Iowa para jovens escritores. A participação do casal no programa resultou num experimento performático de 30 minutos com leitura de poemas composta por luzes, sons, dança e a exibição de pôsteres e objetos chamado por eles de Experiência Poética. Participam deste projeto Edgar Grana (música), Lindolf Bell (Direção geral e leitura de poemas), Elke Hering (construção de objetos poéticos e nuvens de plásticos com poemas) e George Vaklef (luzes). Apresentam o trabalho em duas ocasiões, na Universidade de Iowa e no Museu de Arte Contemporânea de Chicago.

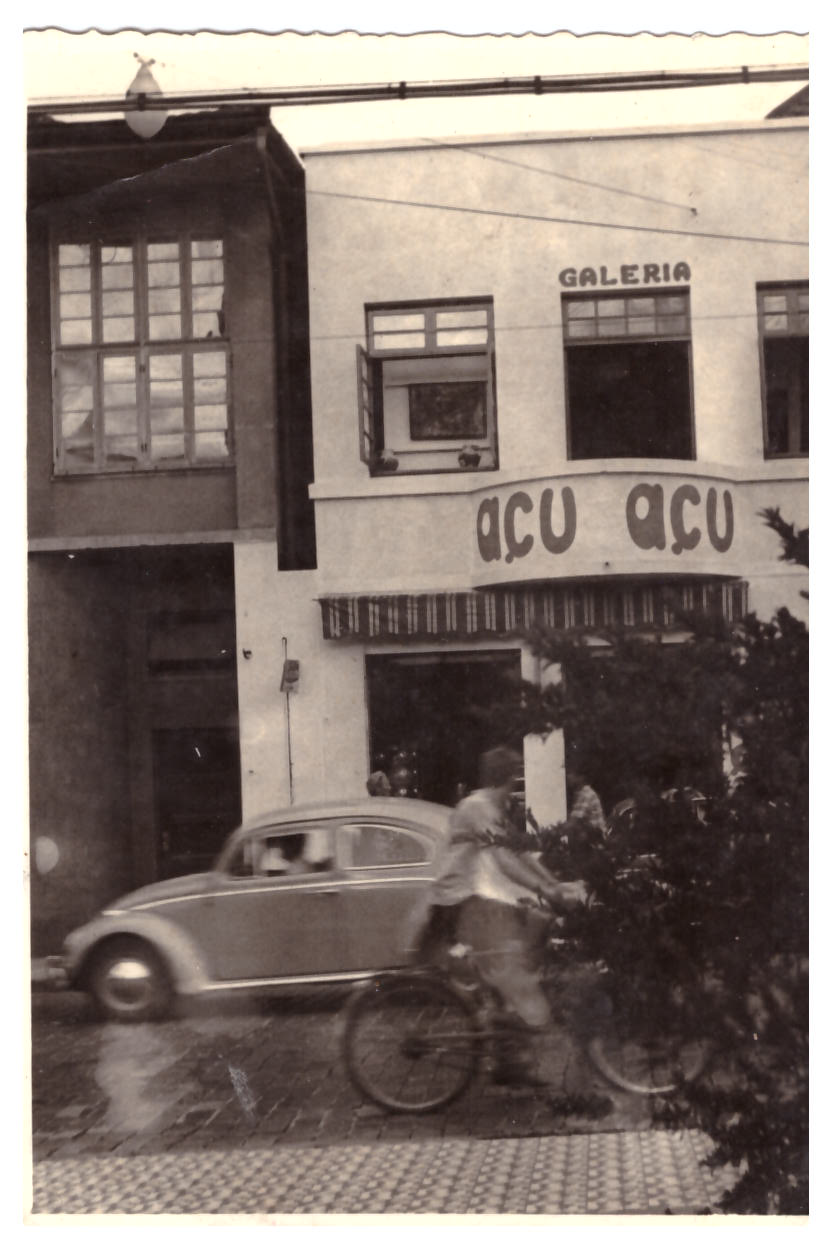
Galeria Açu Açu, 1970. Arquivo: Rafaela Bell

## Galeria Açu-Açu
Em 1970 Elke Hering, Lindolf Bell, Arminda Prade e Péricles Prade inauguram, a primeira galeria de artes do estado de Santa Catarina, a Galeria Açu-Açu. Situada na cidade de Blumenau, a galeria transformou-se em uma referência estadual e até mesmo nacional no que se refere às artes plásticas. Promoviam exposições locais com artistas de diferentes regiões, intercâmbio expositivo em outros estados, leilões de arte e as Coletivas Barriga-Verde evento de grande porte que agregava o encontro da produção artística no estado de Santa Catarina.

## Principais Exposições
1964 – Individual no Centro Catarinense do Rio de Janeiro.
1965 - Individual na Galeria Mobilínea em São Paulo.1º Salão de Artistas Jovens Esso no MAM Rio de Janeiro. º Salão de Arte Contemporânea em Campinas (Prêmio Medalha de Bronze). 22º Salão Paranaense de Belas Artes em Curitiba (Prêmio Medalha de Ouro).
1968 - 2º Salão Esso de Jovens artistas no MAM Rio. Prêmio Aquisição.
1969 - Experiência Poética na Universidade de Iowa e no Museu de Arte Contemporânea de Chicago.
1970 - Individual no Museu de Arte de Santa Catarina em Florianópolis. I Coletiva de Artes Plásticas Barriga-Verde em Blumenau.
1971 - Panorama Atual da Arte Brasileira no MAM do Rio de Janeiro. Salão dos Museus em Curitiba. II Coletiva de Artes Plásticas Barriga-Verde em Blumenau.
1972 - Pré- Bienal de São Paulo. Referência Especial. 29º Salão Paranaense de Belas Artes em Curitiba. Panorama Atual da Arte Brasileira no MAM de São Paulo. III Salão Jundiaiense de Arte em Jundiaí. Prêmio Pintura. Exposição de Múltiplos na Petit Galerie no Rio de Janeiro. III Coletiva de Artes Plásticas Barriga-Verde em Blumenau.

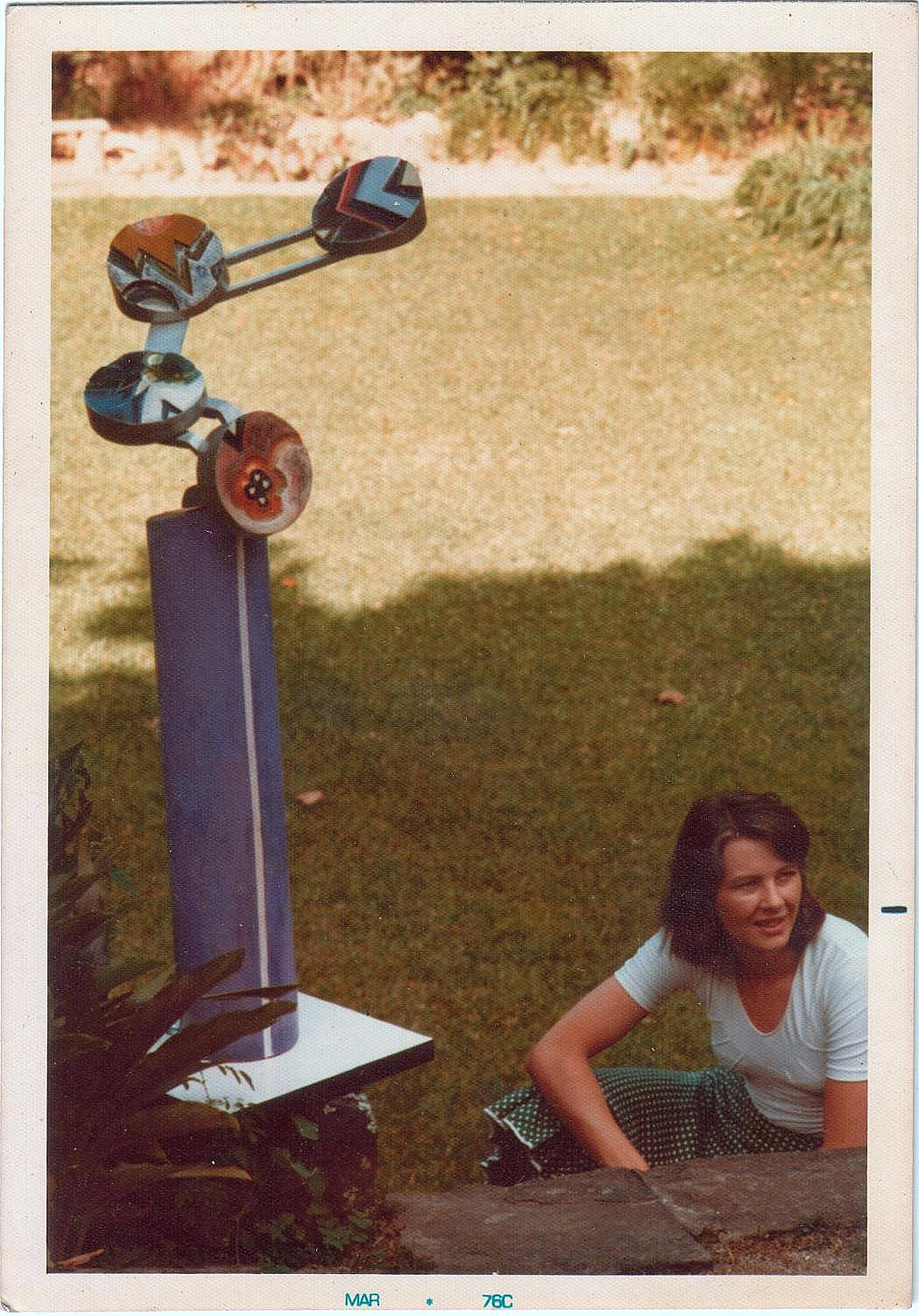
Escultura em Madeira, 1976. Arquivo: Rafaela Bell

1973 - XII Bienal Internacional de São Paulo. Projeto Índio. Panorama Atual da Arte Brasileira no |MAM de São Paulo. IV Coletiva de Artes Plásticas Barriga-Verde em Blumenau.
1974 - V Coletiva de Artes Plásticas Barriga-Verde em Blumenau. Coletiva na Galeria de Arte Brasil - Estados Unidos em Curitiba.
1975 - Brasil Arte Agora no MAM do Rio de Janeiro.
1976 - Retrospectiva de Desenhos 1957 a 1976 no Teatro Carlos Gomes em Blumenau. Exposição Inaugural Arte Catarinense na Aliança Francesa no Rio de Janeiro.
1977 - V Salão Nacional da Caixa Econômica em Goiânia. 34º Salão Paranaense de Artes em Curitiba. Prêmio Aquisição Escultura.  
1978 - Coletiva Arte Barriga Verde na Galeria Domus em São Paulo.
1980 -  2ª Mostra do Desenho Brasileiro em Curitiba. Prêmio FUNARTE.
1981 - 500 Anos de Arte no Brasil no MAM de São Paulo.
1982 - Um Século de Escultura no Brasil no MASP em São Paulo.
1985 - Retrospectiva de Elke Hering no Museu de Arte Contemporânea em Curitiba. Retrospectiva de Elke Hering no Museu de Arte de Santa Catarina em Florianópolis.
1987 - Coletiva Escultura: Tendência e Singularidade no Museu de Arte Contemporânea José Pancetti em Campinas.

## Morte
No início da década de 1990 foi diagnosticada com câncer de mama. Em 1993 assumiu o cargo de presidente da Fundação Cultural de Blumenau. No dia 19 de fevereiro de 1994 falece em Blumenau aos 53 anos.

## Homenagens
O auditório da Biblioteca Central da Universidade Federal de Santa Catarina, em Florianópolis, leva o nome de "Auditório Elke Hering".
A prefeitura de Blumenau promove, a cada dois anos, o "Salão Elke Hering", a fim de difundir manifestações artísticas do lugar.
Na praça Washington Luis, no bairro da Velha, em Blumenau, há um grafite, produzido pelo artista Quiko Nuts, que reproduz uma imagem da escultora.
No bairro da Barra da Lagoa, em Florianópolis, há uma rua com seu nome.

## Ligações Externas
- «Elke Hering e aquilo que nos escapa»
- «Elke Hering e a Geometria Sensível Latino Americana» (PDF)
- «Catálogo de Artes,»